# Плахтіївська сільська рада
Плахтіївська сільська́ ра́да — орган місцевого самоврядування Плахтіївської сільської громади Білгород-Дністровському районі Одеської області.

## Склад ради
Рада складається з 34 депутатів та голови.
- Голова ради: Небога Юрій Васильович
- Секретар ради: Саламаха Тетяна Михайлівна

### Керівний склад попередніх скликань
| Прізвище, ім'я, по батькові | Основні відомості                                                         | Дата обрання | Дата звільнення |
| --------------------------- | ------------------------------------------------------------------------- | ------------ | --------------- |
| Небога Юрій Васильович      | Сільський голова, 1966 року народження, освіта вища, член Партії регіонів | 26.03.2006   | 31.10.2010      |
| Небога Юрій Васильович      | Сільський голова, 1966 року народження, освіта вища, член Партії регіонів | 31.10.2010   |                 |

Примітка: таблиця складена за даними сайту Верховної Ради України

### Депутати
За результатами місцевих виборів 2010 року депутатами ради стали:

#### За суб'єктами висування
| Суб'єкт висування            | Кількість обраних депутатів | %    |
| ---------------------------- | --------------------------- | ---- |
| Партія регіонів              | 12                          | 35,3 |
| Самовисування                | 12                          | 35,3 |
| Народна партія               | 5                           | 14,7 |
| Соціалістична партія України | 4                           | 11,8 |
| Комуністична партія України  | 1                           | 2,9  |

#### За округами
| № округу                     | Прізвище, ім'я, по батькові    | Дата визнання обраним | Освіта             | Партійна приналежність             | Відомості про обраного депутата                                            |
| ---------------------------- | ------------------------------ | --------------------- | ------------------ | ---------------------------------- | -------------------------------------------------------------------------- |
| Комуністична партія України  |                                |                       |                    |                                    |                                                                            |
| 14                           | Реулець Павло Андрійович       | 01.11.2010            | вища               | позапартійний                      | пенсіонер                                                                  |
| Народна Партія               |                                |                       |                    |                                    |                                                                            |
| 1                            | Праведна Валентина Михайлівна  | 01.11.2010            | середня спеціальна | позапартійна                       | КЗ «Плахтіївський ДНЗ — ясла-сад», завідувачка                             |
| 2                            | Саламаха Тетяна Михайлівна     | 01.11.2010            | вища               | позапартійна                       | сільська рада, секретар                                                    |
| 9                            | Саламаха Валентина Федосіївна  | 01.11.2010            | вища               | позапартійна                       | загальноосвітня школа № 3, директор                                        |
| 25                           | Саламаха Володимир Семенович   | 01.11.2010            | вища               | позапартійний                      | сільськогосподарський виробничий кооператив «Родина», зав.консервним цехом |
| 27                           | Малюк Євген Миколайович        | 01.11.2010            | вища               | позапартійний                      | Плахтіївська лікарська амбулаторія, головний лікар                         |
| Партія регіонів              |                                |                       |                    |                                    |                                                                            |
| 4                            | Власенко Прокопій Іванович     | 01.11.2010            | середня            | позапартійний                      |                                                                            |
| 7                            | Паніот Микола Якович           | 01.11.2010            | середня спеціальна | позапартійний                      | фермерське господарство, фермер                                            |
| 8                            | Саламаха Василь Семенович      | 01.11.2010            | вища               | член Партії регіонів               | сільська рада, спеціаліст                                                  |
| 12                           | Гуслистий Геннадій Іванович    | 01.11.2010            | середня            | позапартійний                      | сільськогосподарський виробничий кооператив «Родина», механік              |
| 13                           | Фебряков Микола Григорович     | 01.11.2010            | середня            | позапартійний                      | сільськогосподарський виробничий кооператив «Родина», тракторист           |
| 17                           | Подуст Ігор Іванович           | 01.11.2010            | вища               | позапартійний                      | КП «Плантіївськомунгосп», начальник                                        |
| 18                           | Кравченко Іван Іванович        | 01.11.2010            | вища               | позапартійний                      | сільськогосподарський виробничий кооператив «Родина», агроном              |
| 20                           | Пантелеєв Юрій Петрович        | 01.11.2010            | середня спеціальна | позапартійний                      | приватний підприємець                                                      |
| 22                           | Потіцька Валентина Петрівна    | 01.11.2010            | середня спеціальна | позапартійна                       | сільська рада, бухгалтер                                                   |
| 24                           | Мандриченко Григорій Федорович | 01.11.2010            | середня спеціальна | позапартійний                      | ВАТ «Саратська РТП», директор                                              |
| 30                           | Тишевич Валерій Васильович     | 01.11.2010            | середня            | позапартійний                      | приватний підприємець                                                      |
| 33                           | Рябошапка Інна Володимирівна   | 01.11.2010            | середня спеціальна | позапартійна                       | дитячий садочок «Сонечко», вихователь                                      |
| Соціалістична партія України |                                |                       |                    |                                    |                                                                            |
| 15                           | Тищенко Олександр Анатолійович | 01.11.2010            | вища               | позапартійний                      | загальноосвітня школа № 3, вчитель                                         |
| 16                           | Середа Юрій Петрович           | 01.11.2010            | середня спеціальна | позапартійний                      | тимчасово не працює                                                        |
| 21                           | Таратунська Світлана Юхимівна  | 01.11.2010            | вища               | член Соціалістичної партії України | Плахтіївська бібліотечна філія № 7, бібліотекар                            |
| 34                           | Небога Євген Мойсейович        | 01.11.2010            | вища               | позапартійний                      | Плахтіївська лікарська амбулаторія, лікар-стоматолог                       |
| Самовисування                |                                |                       |                    |                                    |                                                                            |
| 3                            | Тищенко Борис Матвійович       | 01.11.2010            | вища               | позапартійний                      | загальноосвітня школа № 3, вчитель                                         |
| 5                            | Небога Василь Павлович         | 01.11.2010            | вища               | позапартійний                      | сільськогосподарський виробничий кооператив «Родина», агроном              |
| 6                            | Середа Олександр Петрович      | 01.11.2010            | вища               | позапартійний                      | сільськогосподарський виробничий кооператив «Родина», агроном              |
| 10                           | Мадриченко Валентин Федорович  | 01.11.2010            | вища               | позапартійний                      | будинок культури, директор                                                 |
| 11                           | Іванько Сергій Степанович      | 01.11.2010            | вища               | позапартійний                      | відділ держкомзему, юрист                                                  |
| 19                           | Середа Юрій Авлович            | 01.11.2010            | середня спеціальна | член Народного Руху України        | тимчасово не працює                                                        |
| 23                           | Колаксіз Сергій Петрович       | 01.11.2010            | вища               | позапартійний                      | фермер                                                                     |
| 26                           | Потіцький Юрій Михайлович      | 01.11.2010            | вища               | позапартійний                      | сільськогосподарський виробничий кооператив «Родина», інженер              |
| 28                           | Примаченко Віктор Федорович    | 01.11.2010            | вища               | позапартійний                      | сільськогосподарський виробничий кооператив «Родина», завідувач гаражу     |
| 29                           | Байло Олександр Миколайович    | 01.11.2010            | середня            | позапартійний                      | сільськогосподарський виробничий кооператив «Родина», водій                |
| 31                           | Подуст Анатолій Іванович       | 01.11.2010            | середня спеціальна | позапартійний                      | сільськогосподарський виробничий кооператив «Родина», диспетчер            |
| 32                           | Димура Володимир Іванович      | 01.11.2010            | середня спеціальна | позапартійний                      | пенсіонер                                                                  |